# Verwaltungsgemeinschaft Östliche Börde
In der Verwaltungsgemeinschaft Östliche Börde waren im sachsen-anhaltischen Landkreis Schönebeck die Gemeinden Atzendorf, Eickendorf, Großmühlingen, Kleinmühlingen und Zens zusammengeschlossen. Verwaltungssitz war Eickendorf.

## Geschichte
Am 10. März 2004 wurde die Gemeinde Atzendorf in die Gemeinde Förderstedt eingemeindet und wechselte somit in die Verwaltungsgemeinschaft Südliche Börde. Am 30. September 2004 wurde die Verwaltungsgemeinschaft Östliche Börde mit der Verwaltungsgemeinschaft Bördeland zur neuen Verwaltungsgemeinschaft Südöstliches Bördeland zusammengeschlossen.